# Somme théologique
Cet article possède un paronyme, voir La Somme athéologique.

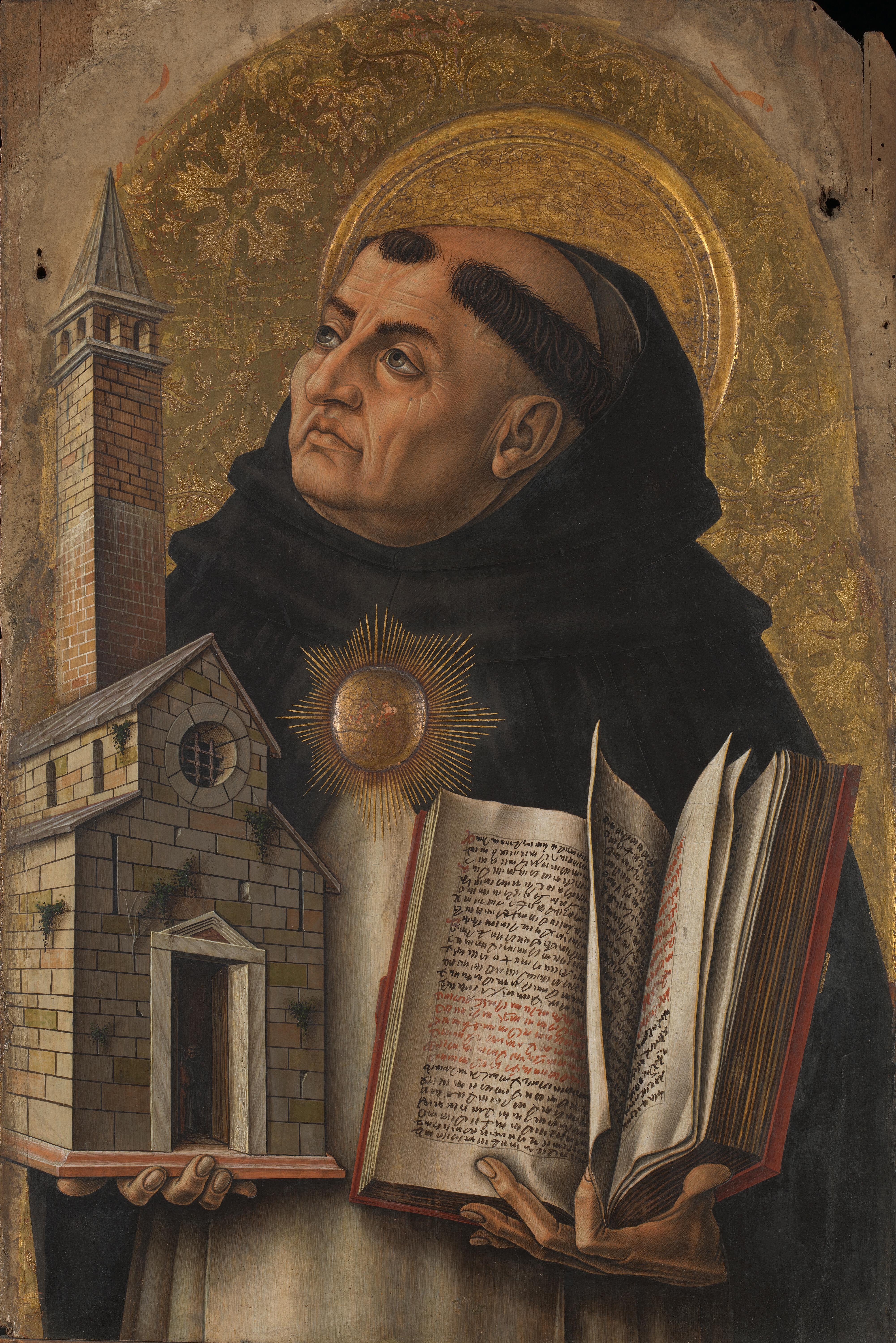
Thomas d'Aquin, docteur de l'Église catholique (1225-1274)

La Somme théologique (Summa theologica), ou Somme de théologie (Summa theologiae) est un traité théologique et philosophique en trois parties du docteur de l'Église Thomas d'Aquin (1224 ou 1225-1274), écrit entre 1266 et 1273, qui reste inachevé. C'est l'œuvre majeure de Thomas d'Aquin à laquelle il a consacré les dernières années de sa vie.

## Le sens de laSomme théologique

### Projet
Son projet est exposé au prologue de la première partie :

« Le docteur de la vérité catholique doit non seulement enseigner les plus avancés, mais aussi instruire les commençants, selon ces mots de l’Apôtre (1 Co 3, 1-2) : “Comme à de petits enfants dans le Christ, c’est du lait que je vous ai donné à boire, non de la nourriture solide. ” Notre intention est donc, dans cet ouvrage, d’exposer ce qui concerne la religion chrétienne de la façon la plus convenable à la formation des débutants (...) nous tenterons, confiants dans le pouvoir divin, de présenter la doctrine sacrée, brièvement et clairement, et autant que la matière le permettra. »

— Thomas d'Aquin, Somme théologique, Prologue
La visée de l'œuvre est de proposer aux étudiants en théologie un bref traité qui rassemble uniquement les connaissances utiles au salut de façon ordonnée, afin de déroger à la règle scolaire des universités du XIIIe qui respectait le plan du livre des Sentences de Pierre Lombard. L'ouvrage contient effectivement des questions réunies par thèmes et organisées par des liens internes forts.

### La Somme théologique dans l'œuvre de Thomas d'Aquin
Thomas d'Aquin a mis plus de sept ans de travail dans la Somme théologique et encore elle reste inachevée. Les lecteurs sont impressionnés non pas par l'immense masse qu'elle représente (environ deux millions de mots, soit quatorze millions de caractères, c'est-à-dire presque trois fois en volume la taille de la Bible), mais également par la densité intellectuelle de chaque article. En effet, Thomas a voulu condenser et rassembler en un ouvrage organisé toutes les idées, objections et connaissances théologiques du moment, et les siennes propres.
Il a pris un genre littéraire courant à l'époque (Alexandre de Halès avait déjà composé une Somme, et son maître Albert le Grand de même), mais l'avait organisé de façon organique, cela révélant son originalité.
Cette œuvre est l'ultime de Thomas d'Aquin, composée en pleine maturité intellectuelle, et a suivi Thomas dans sa postérité.

### La postérité
« Les Pères du concile de Trente voulurent que, au milieu de leur assemblée, avec le livre des divines Écritures et les décrets des pontifes suprêmes, sur l'autel même, la Somme de Thomas d'Aquin fût déposée ouverte, pour pouvoir y puiser des conseils, des raisons, des oracles. » (Léon XIII, dans l'encyclique Æterni Patris, 4 août 1879).
On retiendra également le commentaire analytique de la Somme théologique par le cardinal Cajetan.

## La méthode

### La méthode scolastique
Le cœur de l'article se situe en son centre, dans le respondeo, qui constitue tout le développement argumentatif du sujet. Les objections et les réponses constituent le cadre disputatif du sujet traité, qui place tout article de la Somme dans le cadre scolastique des disputatio, très en vogue dans les universités médiévales.
Le recours aux autorités (auctores) est permanent dans la Somme théologique, cela conformément à la méthode scolastique du XIIIe siècle qui avait un grand respect pour les Pères de l'Église et autres autorités comme Aristote et surtout pour la révélation biblique.

### Décomposition d'un article
La Somme théologique examine différentes questions d’ordre théologique, dont plusieurs divisées en articles qui en constituent autant d’aspects. Les questions représentent un thème qui est décomposé en autant d'articles qu'il faut d'éléments pour y répondre de façon claire et complète. Une question ne peut se comprendre que dans l'enchaînement des articles qui la composent.
Un article possède généralement une forme en quatre parties :
- objections (sententiae) ;
- en sens contraire (sed contra);
- réponse (respondeo dicendum);
- solution (explicatio).

La première partie énumère les principaux arguments contre la position que soutiendra la réponse. La deuxième partie, en sens contraire est plus brève dans la Somme de théologie que dans les autres écrits théologiques sous forme de questions. Il s’agit d'arguments tenus par d’autres auteurs et qui semblent contraires aux objections ; la plupart du temps un seul, parfois deux ou trois arguments. La réponse est l’argumentation de Thomas d’Aquin lui-même pour trancher entre les deux positions. Les solutions constituent, dans la ligne des philosophes ioniens, une école d’honnêteté intellectuelle : Thomas montre quels arguments invoqués dans l'une ou l'autre des parties ne portent pas, mais également la plupart du temps sous quel angle ils sont vrais.
La Somme théologique contient 512 Questions (quaestiones), ce qui donne environ 3000 articles (sans compter le supplément).
La question 90 de la Tertia pars, dernière que put traiter Thomas avant son décès, est consacrée à la pénitence.

## Composition et plan de laSomme théologique

### Plan descriptif de l'ouvrage

#### Prima pars
La Prima pars (I pars) examine 119 questions, qui vont de ce qu’est la « doctrine sacrée » (question 1) à la « propagation corporelle de l’homme » (question 119). C'est l'étude de Dieu (de Deo), de Dieu en tant que créateur (de deo Creatore) et la création elle-même, c'est-à-dire les anges, l'âme humaine, la providence et la manière dont la création de l'univers s'est déroulée.

#### Prima secundae
La Prima secundae (Ia, IIae) examine 114 questions, qui vont de « la fin ultime de la vie humaine » à la question du « mérite ». C'est l'étude des actes humains en général (in universali), c'est-à-dire du mouvement de la créature raisonnable et libre vers Dieu.

#### Secunda secundae
La Secunda secundae (IIa, IIae) examine 189 questions, qui vont de « l’objet de la foi » à « l’entrée en religion ». C'est l'étude des actes humains en particulier (in particulari), dans leurs singularités et leurs particularités. On trouve notamment des descriptions très précises d´actes humains tels que la colère, la fatigue, etc.

#### Tertia pars
La Tertia pars (III pars) examine 90 questions (+ 99 questions en comptant le supplément) qui vont de « la convenance de l’Incarnation » aux « parties de la pénitence en général ». C'est l'étude du Christ en tant que médiateur et chemin pour remonter à Dieu (de Christo mediatore), c'est-à-dire de l'Incarnation, de ses raisons, des sacrements, de l'Église, etc.

### Mouvement d'exitus reditus
La Somme théologique rend compte d'un mouvement d'exitus reditus, c'est-à-dire d'un mouvement de sortie (Ire partie : Dieu et la création) et d'un mouvement de retour (IIe partie : morale comme retour de la créature raisonnable vers Dieu et IIIe partie : le Christ et les sacrements comme chemin de retour vers Dieu). Ainsi, cette structure dynamique de l'œuvre semble avoir été prévue dès l'origine par Thomas d'Aquin et correspond bien aux diverses œuvres de ses contemporains (on pense notamment à Bonaventure et son Itinéraire de l'esprit vers Dieu (Itinerarium mentis ad Deum)).

## Le problème du temps
La Somme théologique contient des propositions surprenantes sur le temps, qui y est mentionné plusieurs centaines de fois :
- celui-ci aurait une origine (la création du monde s’accompagnant de celle du temps, concept qui n’est pas sans rappeler le Big Bang[3] et s’éloigne beaucoup de la représentation populaire (mais reprend là une idée déjà exprimée par Augustin d'Hippone au livre 11 des Confessions).
- il se situerait dans ce que Thomas nomme l’aevum, qui a pour sa part un commencement mais pas de fin, l’éternité n'ayant ni commencement, ni fin[4].

L’aevum serait à considérer comme un contenant du temps à proprement parler et distinct de lui, aussi bien que l’éternité est elle-même distincte de l'aevum et l'englobant. La différence entre l’aevum et le temps fait l’objet de l’article 5 de la question 10 (Prima pars), relative à « l’éternité de Dieu » : le temps ne saurait avoir de signification sans s'exercer sur quelque chose, et fait donc partie lui-même de la Création : la Création n'a en conséquence pas eu lieu dans le temps, mais comprend le temps.

## Table des matières
Les espacements sont mis en place pour des questions de lisibilité car, en papier, la table des matières fait une vingtaine de pages mais ils ne sont pas présents dans la Somme théologique.